# Burseryd
Burseryd – miejscowość (tätort) w Szwecji, w regionie administracyjnym (län) Jönköping, w gminie Gislaved.
Według danych Szwedzkiego Urzędu Statystycznego liczba ludności wyniosła: 932 (31 grudnia 2015), 999 (31 grudnia 2018) i 1027 (31 grudnia 2019).